# Børge Brende
Børge Brende, né le 25 septembre 1965 à Odda, est un homme politique norvégien. Il est président du Forum économique mondial depuis 2017.

## Biographie
Membre du Parti conservateur, Brende en est le premier vice-président sous Jan Petersen, de 1994 à 1998. Il est élu au Storting lors des élections législatives de 1997 pour Sør-Trøndelag. Ministre de l'Environnement (2001-2004), puis ministre du Commerce et de l'Industrie (2004-2005) dans le second gouvernement de Kjell Magne Bondevik, il est président de la Commission du Développement durable des Nations unies de 2003 à 2004.
Il devient directeur général du Forum économique mondial (FEM) en 2008 et se retire de ses fonctions parlementaires l'année suivante, à la suite de sa nomination comme secrétaire général de la Croix-Rouge de Norvège. Brende retrouve ses fonctions de directeur général du FEM en 2011 avant de retourner à la vie politique norvégienne en tant que ministre des Affaires étrangères dans le gouvernement d'Erna Solberg entre 2013 et 2017. Il rejoint ensuite à nouveau le FEM pour en prendre la présidence,.